# 日根紘三
日根 紘三（ひね こうぞう、1940年6月25日 - ）は、神奈川県出身の元プロ野球選手。ポジションは投手。

## 来歴・人物
豊南高等学校卒。
息子は、ヴィジュアル系ロックバンドSHAZNAのボーカリスト・IZAM。
引退後は東京都で印刷所を経営している。

## 詳細情報

### 年度別投手成績
- 一軍公式戦出場なし

### 背番号
- 44 （1961年 - 1962年）